# Найцінніший гравець Фіналу НБА

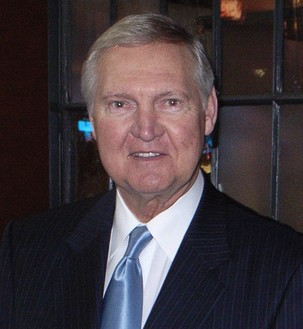
Джеррі Вест єдиний лауреат нагороди, який отримав в складі команди яка програла фінал плейоф НБА (Фінал НБА 1969).

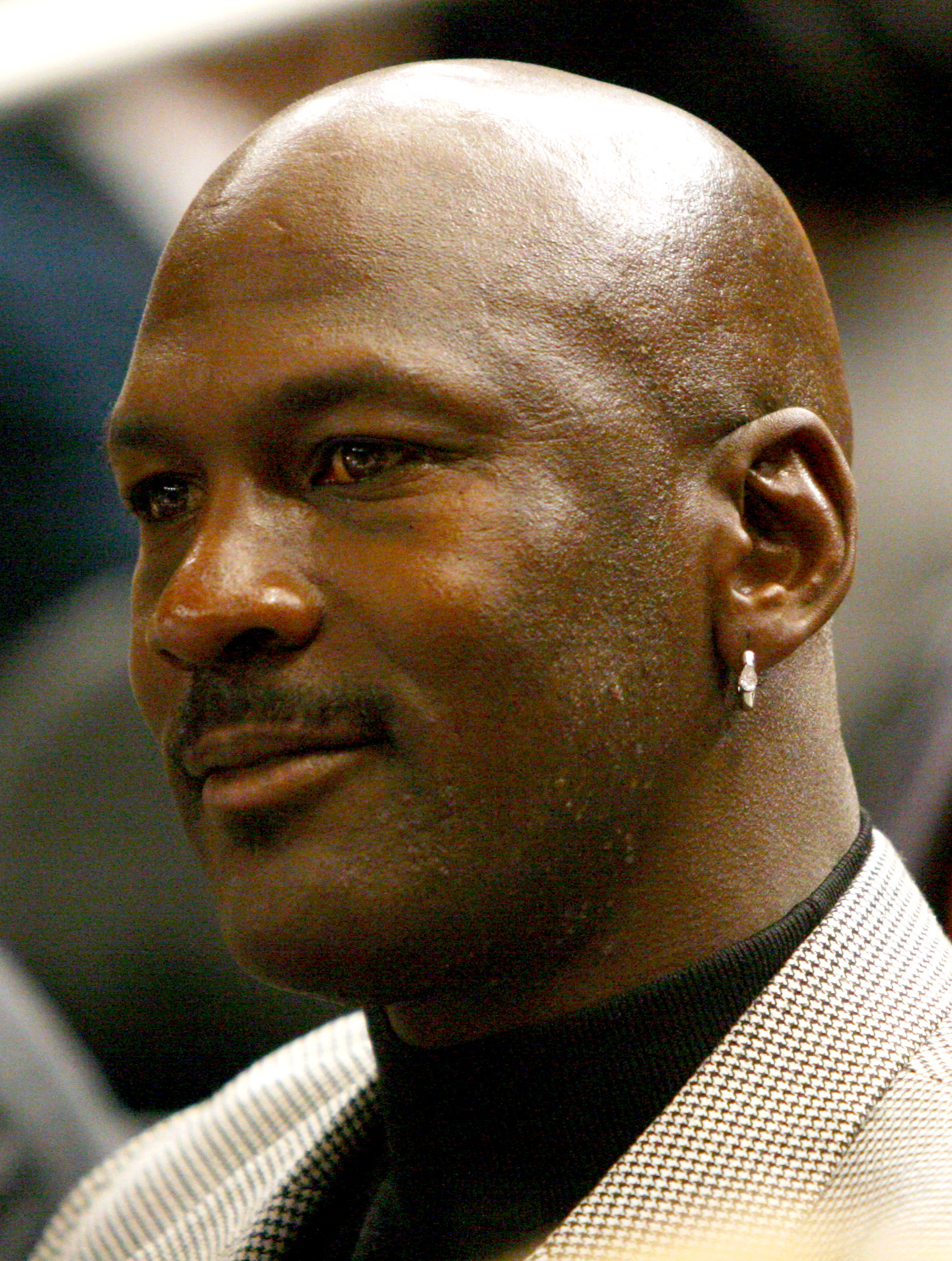
Майкл Джордан єдиний шестиразовий лауреат нагороди в історії НБА.

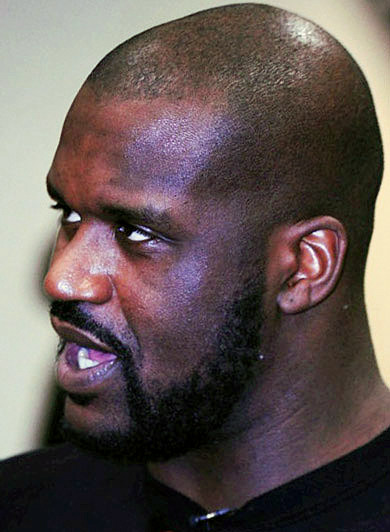
Шакіл О'Ніл разом з Майклом Джорданом єдині гравці які здобували нагороду три роки поспіль за історію НБА.

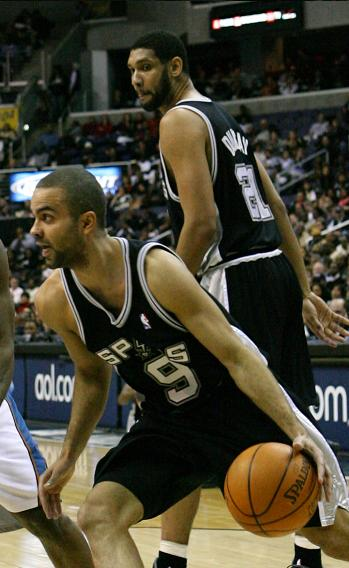
Тім Данкан (Ззаду) єдиний іноземець, який вигравав нагороду більше одного разу, в той час як Тоні Паркер (на передньому плані) - перший європеєць лауреат нагороди.

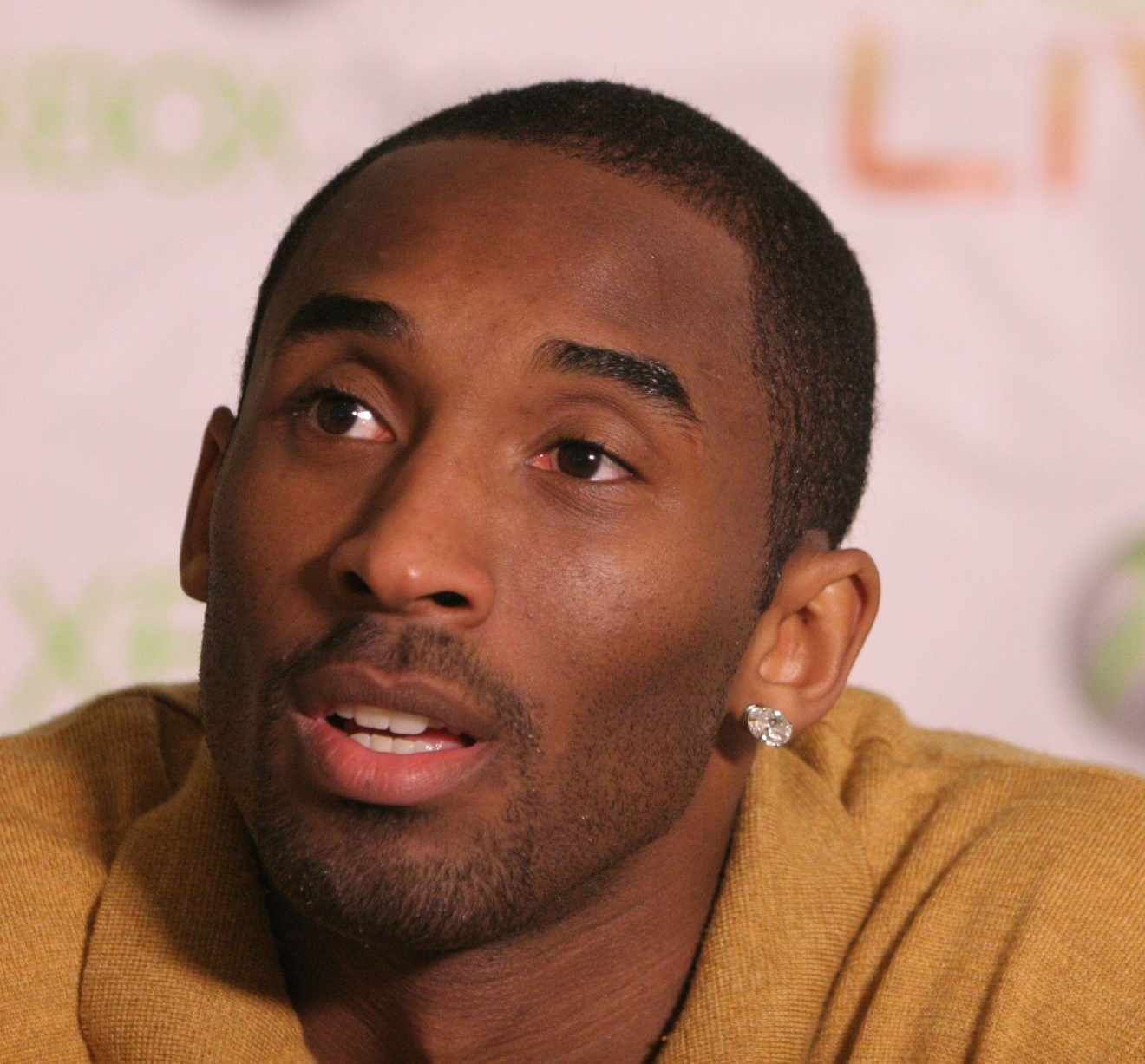
Кобі Браянт дворазовий Найцінніший гравець Фіналу НБА.

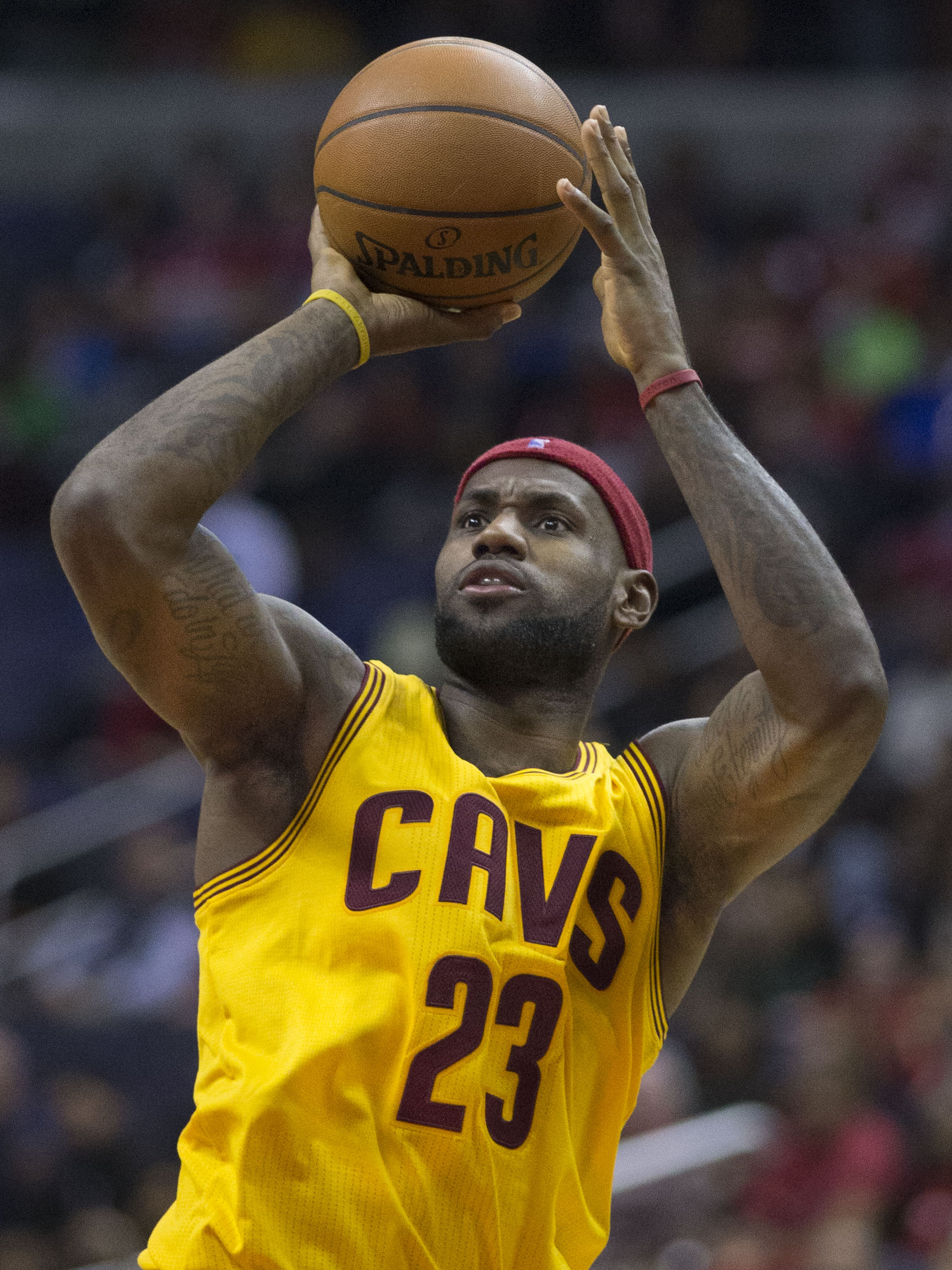
Леброн Джеймс єдиний з гравців, який вигравав нагороду в складі трьох різних команд.

Приз Найцінніший гравець Фіналу НБА (англ. Bill Russell NBA Finals Most Valuable Player Award) — щорічна нагорода Національної баскетбольної асоціації (НБА), яка вручається найціннішому гравцю за підсумками плейоф НБА, починаючи з фіналу НБА 1969 року. Переможець отримує трофей ім. Білла Расселла Найціннішому гравцю Фіналу НБА, названий в честь 11-разового чемпіона НБА - так трофей стали іменувати після 14 лютого 2009 року, коли на Зірковому Вікенді в Фініксі, комісар НБА Девід Стерн перейменував дану нагороду. Нагороду присуджує група з дев'яти медійних компаній, які вибирають переможця на основі подій фінального раунду плейоф. Гравець, який набирає найбільшу кількість голосів - здобуває нагороду. Як мінімум в одному Фіналі НБА, десятим членом групи голосуючих за присудження нагороди, стали фанати, які віддавали свої голоси на сайті. Спочатку, нагорода являла собою трофей чорного кольору з золотою баскетбольною сферою на вістрі, схожою на Трофей Ларрі О'Браєна, доки на заміну не був представлений трофей меншого розміру в 2005 році.
Переможцями цієї нагороди за історію НБА ставав 31 різний гравець. Майкл Джордан, який привів команду Чикаго Буллз до 6 чемпіонств НБА в період з 1991 по 1993 та з 1996 по 1998 роки, єдиний шестиразовий лауреат нагороди в історії НБА. Леброн Джеймс вигравав нагороду чотири рази; він також є єдиним з гравців, який вигравав нагороду в складі трьох різних команд. Меджик Джонсон, Шакіл О'Ніл та Тім Данкан - кожен з цих гравців виграв цю нагороду тричі за свою кар'єру, в той час як Вілліс Рід, Карім Абдул-Джаббар, Ларрі Берд, Хакім Оладжьювон, Кобі Браянт, Кавай Леонард та Кевін Дюрант ставали лауреатами нагороди двічі кожен. Джордан і О'Ніл єдині гравці які здобували нагороду три роки поспіль за історію НБА (Джордану таке досягнення підкорилося двічі). Оладжьювон, Браянт, Джеймс та Дюрант вигравали нагороду два роки поспіль. Абдул-Джаббар, який вигравав нагороду в двох різних командах, вперше в складі Мілвокі Бакс у 1971 році, потім з Лос-Анджелес Лейкерс в 1985 році. Меджик Джонсон єдиний новачок за історію НБА, який здобув нагороду з Лейкерс в свій дебютний сезон в 1980 році. Джеррі Вест, перший лауреат цієї нагороди, а також єдиний гравець, який її отримав в складі команди яка програла фінал плейоф НБА. Оладжьювон народжений в Нігерії, отримав громадянство США в 1993 році, Тім Данкан народжений на Віргінських островах, Тоні Паркер громадянин Франції (народжений в Бельгії) та Дірк Новіцкі громадянин Німеччини - єдині іноземці лауреати нагороди. Данкан громадянин США з народження, але вважається іноземцем в НБА, тому що він народився не на території п'ятдесяти штатів США чи окрузі Колумбія Паркер та Новіцкі єдині переможці, які тренувалися за межами США (тобто не були в коледжах цієї країни); Оладжьювон грав Х'юстонському, а Данкан в Вейк Форестському коледжі США.

## Переможці
| ^           | Гравці які є діючими в НБА                                     |
|             | Вибраний до Баскетбольного Залу слави                          |
| Гравець (X) | Вказує кількість разів здобуття гравцем нагороди               |
| Команда (X) | Вказує кількість разів здобуття нагороди гравцями цієї команди |

| Сезон | Гравець                  | Позиція            | Громадянство | Команда                     |
| ----- | ------------------------ | ------------------ | ------------ | --------------------------- |
| 1969  | Джеррі Вест              | Захисник           | США          | Лос-Анджелес Лейкерс        |
| 1970  | Вілліс Рід               | Центровий/Форвард  | США          | Нью-Йорк Нікс               |
| 1971  | Лью Алсіндор             | Центровий          | США          | Мілвокі Бакс                |
| 1972  | Вілт Чемберлейн          | Центровий          | США          | Лос-Анджелес Лейкерс (2)    |
| 1973  | Вілліс Рід* (2)          | Форвард/Центровий  | США          | Нью-Йорк Нікс (2)           |
| 1974  | Джон Хавлічек            | Форвард/Захисник   | США          | Бостон Селтікс              |
| 1975  | Рік Беррі                | Форвард            | США          | Голден-Стейт Ворріорс       |
| 1976  | Джо Джо Вайт             | Захисник           | США          | Бостон Селтікс (2)          |
| 1977  | Білл Волтон              | Центровий          | США          | Портланд Трейл-Блейзерс     |
| 1978  | Вес Анселд               | Центровий/Форвард  | США          | Вашингтон Буллетс           |
| 1979  | Денніс Джонсон           | Захисник           | США          | Сієтл СуперСонікс           |
| 1980  | Меджик Джонсон           | Захисник           | США          | Лос-Анджелес Лейкерс (3)    |
| 1981  | Цедрік Максвелл          | Форвард            | США          | Бостон Селтікс (3)          |
| 1982  | Меджик Джонсон* (2)      | Захисник           | США          | Лос-Анджелес Лейкерс (4)    |
| 1983  | Мозес Мелоун             | Центровий/Форвард  | США          | Філадельфія Севенті-Сіксерс |
| 1984  | Ларрі Берд               | Форвард            | США          | Бостон Селтікс (4)          |
| 1985  | Карім Абдул-Джаббар* (2) | Центровий          | США          | Лос-Анджелес Лейкерс (5)    |
| 1986  | Ларрі Берд* (2)          | Форвард            | США          | Бостон Селтікс (5)          |
| 1987  | Меджик Джонсон* (3)      | Захисник           | США          | Лос-Анджелес Лейкерс (6)    |
| 1988  | Джеймс Ворті             | Форвард            | США          | Лос-Анджелес Лейкерс (7)    |
| 1989  | Джо Думарс               | Захисник           | США          | Детройт Пістонс             |
| 1990  | Айзея Томас              | Захисник           | США          | Детройт Пістонс (2)         |
| 1991  | Майкл Джордан            | Захисник           | США          | Чикаго Буллз                |
| 1992  | Майкл Джордан* (2)       | Захисник           | США          | Чикаго Буллз (2)            |
| 1993  | Майкл Джордан* (3)       | Захисник           | США          | Чикаго Буллз (3)            |
| 1994  | Хакім Оладжьювон         | Центровий          | США          | Х'юстон Рокетс              |
| 1995  | Хакім Оладжьювон* (2)    | Центровий          | США          | Х'юстон Рокетс (2)          |
| 1996  | Майкл Джордан* (4)       | Захисник           | США          | Чикаго Буллз (4)            |
| 1997  | Майкл Джордан* (5)       | Захисник           | США          | Чикаго Буллз (5)            |
| 1998  | Майкл Джордан* (6)       | Захисник           | США          | Чикаго Буллз (6)            |
| 1999  | Тім Данкан^              | Форвард/Центровий  | США          | Сан-Антоніо Сперс           |
| 2000  | Шакіл О'Ніл              | Центровий          | США          | Лос-Анджелес Лейкерс (8)    |
| 2001  | Шакіл О'Ніл* (2)         | Центровий          | США          | Лос-Анджелес Лейкерс (9)    |
| 2002  | Шакіл О'Ніл* (3)         | Центровий          | США          | Лос-Анджелес Лейкерс (10)   |
| 2003  | Тім Данкан^ (2)          | Форвард/Центровий  | США          | Сан-Антоніо Сперс (2)       |
| 2004  | Чонсі Біллапс            | Захисник           | США          | Детройт Пістонс (3)         |
| 2005  | Тім Данкан^ (3)          | Форвард/Центровий  | США          | Сан-Антоніо Сперс (3)       |
| 2006  | Двейн Вейд^              | Захисник           | США          | Маямі Гіт                   |
| 2007  | Тоні Паркер^             | Захисник           | Франція      | Сан-Антоніо Сперс (4)       |
| 2008  | Пол Пірс^                | Форвард            | США          | Бостон Селтікс (6)          |
| 2009  | Кобі Браянт^             | Захисник           | США          | Лос-Анджелес Лейкерс (11)   |
| 2010  | Кобі Браянт^ (2)         | Захисник           | США          | Лос-Анджелес Лейкерс (12)   |
| 2011  | Дірк Новіцкі^            | Форвард            | Німеччина    | Даллас Маверікс             |
| 2012  | Леброн Джеймс^           | Форвард            | США          | Маямі Гіт (2)               |
| 2013  | Леброн Джеймс^ (2)       | Форвард            | США          | Маямі Гіт (3)               |
| 2014  | Кавай Леонард^           | Форвард            | США          | Сан-Антоніо Сперс (5)       |
| 2015  | Андре Ігуодала^          | Форвард / Захисник | США          | Голден-Стейт Ворріорз (2)   |
| 2016  | Леброн Джеймс^ (3)       | Форвард            | США          | Клівленд Кавальєрз          |
| 2017  | Кевін Дюрант^            | Форвард            | США          | Голден-Стейт Ворріорз (3)   |
| 2018  | Кевін Дюрант^ (2)        | Форвард            | США          | Голден-Стейт Ворріорз (4)   |
| 2019  | Кавай Леонард^ (2)       | Форвард            | США          | Торонто Репторз (4)         |
| 2020  | Леброн Джеймс^ (4)       | Форвард            | США          | Лос-Анджелес Лейкерс (13)   |
| 2021  | Янніс Адетокунбо^        | Форвард            | Греція       | Мілвокі Бакс (2)            |
| 2022  | Стефен Каррі^            | Захисник           | США          | Голден-Стейт Ворріорс (5)   |